# لورا غوتي
لورا غوتي (بالإيطالية: Laura Gotti)‏ هي عداءة المسافات الطويلة إيطالية، ولدت في 14 يونيو 1991 في Iseo, Lombardy ‏ في إيطاليا.

## وصلات خارجية
- لورا غوتي على موقع الاتحاد الدولي لألعاب القوى (الإنجليزية)
- لورا غوتي على موقع الاتحاد الإيطالي لألعاب القوى (الإيطالية)